# وايلد وورلد
وايلد وورلد (بالإنجليزية: Wild World)‏ هي أغنية شهيرة ألفها وقام بأدائها المغني البريطاني يوسف إسلام (كات ستيفنز سابقا) سنة 1970. تتحدّث الأغنية عن صديقة للمغني تريد أن تهجره وتبدأ حياة جديدة في مكان آخر. قرارها هذا يصيبه بالحزن الشديد، إلا أنه مضطر لقبوله نزولا عند رغبتها. لكنه لا ينسى أن يحذّرها أن العالم الذي نعيش فيه متوحش وخطير. وهي إنسان رقيق ولا تعرف سوى الابتسامة كوسيلة لدخوله.
تعتبر الأغنية من كلاسيكيات الأغاني الغربية، لأن كلماتها جميلة ولحنها وأداءها أيضا. والأغنية موجودة في ألبوم كأس شاي لحارث الأرض.